# 안동 구리 측백나무 숲
안동 구리 측백나무 숲은 대한민국의 천연기념물이다. 이곳에는 수령이 100-200년 된 측백나무 약 300그루가 자라고 있다. 1975년 9월 27일 대한민국의 천연기념물 제252호로 지정되었다.

## 개요
측백나무는 중국 및 우리나라에 분포하고 있으며, 우리나라에는 단양, 달성, 안동, 영양 등지에서 자라고 있다. 절벽 바위에 뿌리를 내리고 숲을 이루는 경우가 많으며, 주변환경을 아름답게 하기 위해 주택과 마을 주변에 많이 심고 있다.
안동 구리의 측백나무 자생지는 안동에서 대구로 가는 국도변의 경상 누층군 일직층/후평동층 절벽에서 자라고 있으며 앞에는 낙동강이 흐르고 있다. 이 나무들이 대략 100∼200년이 된 것으로 추정되며 약 300여 그루가 있다. 뿌리를 절벽에 박고 있어 자라는 상태가 그리 좋지 않으며, 주변에는 소나무·굴참나무·조팝나무 등이 있다. 안동 구리의 측백나무 자생지는 우리나라에서 몇 안되는 측백나무 자생지의 하나로 식물분포학적 가치가 높아 천연기념물로 지정하였다.

## 같이 보기
- 안동시의 지질
- 경상 누층군 일직층, 후평동층
- 대구 도동 측백나무 숲
- 단양 영천리 측백나무 숲 (천연기념물 제62호)
- 영양 감천리 측백나무 숲 (천연기념물 제114호)
- 서울 삼청동 측백나무 (천연기념물 제255호)

## 참고 자료
- 안동 구리 측백나무 숲 - 국가유산청 국가유산포털